# Nobleza baturra
Nobleza baturra és una pel·lícula espanyola dirigida per Florián Rey en 1935, basada en l'obra homònima del dramaturg Joaquín Dicenta.
 Fou produïda per CIFESA als Estudios CEA.
Va ser un dels majors èxits comercials del cinema de la II República. La clau de la seva popularitat es conté en la combinació de drama i comèdia (encarnada aquesta última en el personatge de Perico, interpretat per Miguel Ligero) tot això amanit amb una clàssica representació del folklore aragonès amb clàssiques jotas, interpretades per la màxima estrella del moment, Imperio Argentina, en aquell temps esposa del director.
Partint de l'obra teatral, la versió de Rey va ser la segona de les tres versions per a cinema que es van fer, i la tercera va ser la de Juan de Orduña (1965), protagonitzada per Vicente Parra. Existeix una primera versió de 1925, dirigida per Juan Vila Vilamala.

## Argument
Ambientada a l'Aragó de principis del segle xx, narra la història de María del Pilar (Imperio Argentina), una noia honesta, el bon nom de la qual es veu tacat quan un antic pretendent rebutjat, per despit, l'acusa d'haver mantingut relacions sexuals fora del matrimoni. La calúmnia ràpidament s'estén per tota la comarca.

## Repartiment
- Imperio Argentina: María del Pilar
- Miguel Ligero Rodríguez: Perico
- Juan de Orduña: Sebastián
- José Calle: Tío Eusebio
- Manuel Luna: Marco
- Carmen de Lucio: Filomena
- Pilar Muñoz: Andrea
- Juan Espantaleón: Padre Juanico
- Blanca Pozas: Doña Paula